# 전정로
전정로(1978년 8월 8일 ~ )은 대한민국의 배우이다.

## 출연작

### TV 드라마
- 1992년 SBS 월화드라마 《분례기》
- 1996년 KBS1 청소년드라마 《신세대 보고 - 어른들은 몰라요》
- 1996년 MBC 청소년드라마 《나》 … 전정로 역
- 1997년 MBC 일일시트콤 《남자 셋 여자 셋》
- 1998년 SBS 주간시트콤 《LA아리랑》
- 1998년 SBS 납량특집드라마 《공포의 눈동자》
- 1998년 SBS 일일연속극 《미우나 고우나》
- 1999년 SBS 일요아침드라마 《달콤한 신부》
- 2000년 MBC 주간시트콤 《세 친구》
- 2001년 MBC 아침드라마 《내 마음의 보석상자》
- 2002년 MBC 아침드라마 《내 이름은 공주》
- 2012년 MBC 대하드라마 《무신》 … 통지 역
- 2013년 SBS 일일연속극 《오로라 공주》 … 오로라 기사 역
- 2013년 MBC 수목드라마 《투윅스》 … 조직 중간보스 역
- 2014년 MBC 아침드라마 《모두 다 김치》 … 김기사 역
- 2017년 TVN 수목드라마 《크리미널 마인드》 … 택시기사 역
- 2018년 MBC 일일연속극 《비밀과 거짓말》 … 민 비서 역
- 2020년 MBC 일일연속극 《찬란한 내 인생》 … 오주영 역

### 영화
- 1995년 《말미잘》
- 1995년 《아름다운 청년 전태일》 … 삼동회 회원 역
- 2003년 《클래식》 … 시골친구 2 역
- 2004년 《돌려차기》 … 양배추 역
- 2014년 《귀접》 … 경찰 1 역

헐리우드 키드에 생애 대추씨로 출연

### 연극
- 2010년 《애자》
- 2011년 《룸메이트 - 부천》
- 2011년 《도둑놈 다이어리》
- 2011년 《룸메이트》
- 2011년 《30분의7》
- 2012년 《불어라 바람아》